# Greig Laidlaw
Greig David Laidlaw (Edimburgo, 12 ottobre 1985) è un rugbista a 15 britannico, internazionale per la Scozia, che gioca come mediano di mischia con gli Urayasu D-Rocks (NTT) in Top League; può occasionalmente giocare anche mediano d'apertura.

## Biografia
Nipote di Roy, celebre mediano di mischia per la Scozia e i British Lions, Greig Laidlaw iniziò a giocare come numero 10 negli Scottish Borders con la squadra del Jed-Forest RFC.
Esordì in Celtic League con l'Edimburgo a settembre 2006, subentrando dalla panchina durante la partita contro il Leinster a Murrayfield.
Nel 2008 Laidlaw si dedicò anche al rugby a 7, venendo selezionato nella Scozia Seven per partecipare alle World Series, esperienza ripetuta anche nei due anni successivi con la partecipazione ad altri tornei del circuito.
Durante tale periodo, dopo avere già in precedenza vestito la maglia della nazionale scozzese under-21, si mise in evidenza con la Scozia A e il 13 novembre 2010 esordì con la nazionale maggiore durante una partita contro la Nuova Zelanda a Murrayfield.
In seguito al ritiro dalle scene internazionali di Dan Parks, avvenuto in occasione del Sei Nazioni 2012, Laidlaw assunse un ruolo più stabile ricoprendo inizialmente il ruolo di apertura rimasto libero. Nel giugno 2013, durante il tour estivo in Sudafrica, indossò per la prima volta la fascia da capitano contro i padroni di casa degli Springboks e contro l'Italia approfittando dell'indisponibilità per infortunio di Kelly Brown.
Nel marzo 2014 firmò un contratto con gli inglesi del Gloucester per giocare in Premiership a partire dalla stagione 2014-15. Al suo primo anno con il Gloucester Laidlaw vinse la Challenge Cup: con una meta trasformata per parte, gli inglesi ebbero la meglio in finale contro la sua ex squadra dell'Edimburgo grazie ai calci piazzati dello scozzese che fissarono il punteggio finale sul 19-13.
Guidò da capitano la Scozia durante la Coppa del Mondo di rugby 2015 e risultò con 79 punti realizzati, tra cui una meta contro Samoa nella fase a gironi, il miglior realizzatore dell'emisfero nord collocandosi complessivamente al quinto posto nella classifica dei marcatori di quella edizione.
Nel 2017 fu convocato nei British Lions per il loro tour in Nuova Zelanda come sostituto dell'inglese Ben Youngs, che aveva declinato la chiamata del C.T. Warren Gatland per assistere suo fratello Tom alla cui moglie era stata diagnosticata la fase terminale di un tumore; durante il tour Laidlaw scese in campo in sei incontri infrasettimanali senza valore di test match e marcò tre punti.

## Palmarès
- Challenge Cup: 1
Gloucester: 2014-15
Clermont: 2018-19